# Canon EOS 600D
La Canon EOS 600D è una fotocamera reflex digitale (DSLR) da 18 megapixel prodotta da Canon, annunciata il 7 febbraio 2011. Ha sostituito la 550D. È nota come EOS Kiss X5 nel mercato giapponese e EOS Rebel T3i negli USA e in Canada.
Le caratteristiche tecniche della macchina sono identiche a quelle del precedente modello Canon EOS 550D. Le uniche differenze sono l'introduzione dello schermo LCD orientabile e la sincronizzazione wireless con il flash.

## Lista funzioni
- 18 megapixel effettivi APS-C CMOS
- Video in Full HD 1080p registrati a 24/25/30 frame/s
- Video in HD 720p e 640×480 registrati 50/60 frame/s
- 3–10× zoom digitale nella registrazione video
- Processore DIGIC 4 a 14 bit
- Modalità "Live view"
- Schermo 3.0" LCD orientabile 3:2 Clear View
- Flash integrato e supporto ai flash wireless Speedlite
- 9 punti AF con punto centrale a croce
- Lettura TTL a piena apertura con SPC su 63 zone:
  - Lettura valutativa (collegata ai punti AF)
  - Lettura parziale al centro (circa 9% del mirino)
  - Lettura spot (ca. 4% del mirino, al centro)
  - Lettura media pesata al centro
- Priorità tonalità chiare
- Sistema di pulizia integrato EOS
- Spazio colore sRGB e Adobe RGB
- ISO 100–6,400 espandibile a 12,800
- Scatto continuo fino a 3.7 frame/s (34 immagini (JPEG), 6 immagini (RAW))
- Supporta memory card SD, SDHC e SDXC
- Scatto simultaneo in RAW e JPEG
- Supporto Eye-Fi
- Interfaccia USB 2.0
- Interfaccia HDMI
- Ingresso audio jack 3,5mm per microfono esterno
- Batteria LP-E8